# جورج س. شو
جورج س. شو (بالإنجليزية: George C. Shaw)‏ هو عسكري أمريكي، ولد في 6 مارس 1866 في بونتياك في الولايات المتحدة، وتوفي في 10 فبراير 1960.